# Ensheim (Nadrenia-Palatynat)
Ensheim – miejscowość i gmina w Niemczech, w kraju związkowym Nadrenia-Palatynat, w powiecie Alzey-Worms, wchodzi w skład gminy związkowej Wörrstadt.